# Jardins de la Fontaine
De Jardins de la Fontaine (Nederlands: Tuinen van de Fontein) is een stadspark in de Franse stad Nîmes, gelegen in het departement Gard. Het park is gebouwd rond de oude bronnen van Nîmes. De tempel van Diana en de Tour Magne zijn gelegen in dit park. Het park is gelegen op de Cavalierberg.
De Jardins de la Fontaine is een van de eerste stadsparken van Europa.

## Geschiedenis
De geschiedenis van de tuinen gaan al terug van in de klassieke oudheid. De tuinen zijn namelijk gebouwd op een Romeinse bron die verlaten werd sinds de middeleeuwen.  De Tempel van Diana en de Tour Magne getuigen nog van zijn verre verleden.
In 1745 werd dit park in opdracht van de Franse Koning, Lodewijk XV, ontworpen door Jacques Philippe Mareschal, ingenieur van de koning en directeur van de vestingswerken van de provincies van de Languedoc.
Mareschal wilde de oude bron en de vestigingen van de Romeinen blootleggen. Deze wilde hij dan verwerken in een park uit zijn tijd: een symmetrische tuin met bomen, standbeelden, banken en vazen. Zijn gehele ontwerp is nooit gerealiseerd.
In het begin van de negentiende eeuw integreerde Augustin Cavalier, burgemeester van Nîmes, de achterliggende heuvel in het park en gaf het zijn naam, de Cavalierberg. Boven op deze berg staat de Tour Magne. Ook liet hij de tuin herplanten en werden er nieuwe paden aangelegd zodat bezoekers beter konden genieten van elk detail. Wanneer men dit pad volgt, komt met een grot tegen en op het einde komt men aan bij de Tour Magne. Sinds 1840 zijn de Jardins de la Fontaine erkend als monument historique omwille van de Romeinse waterpartijen.

## Beschrijving

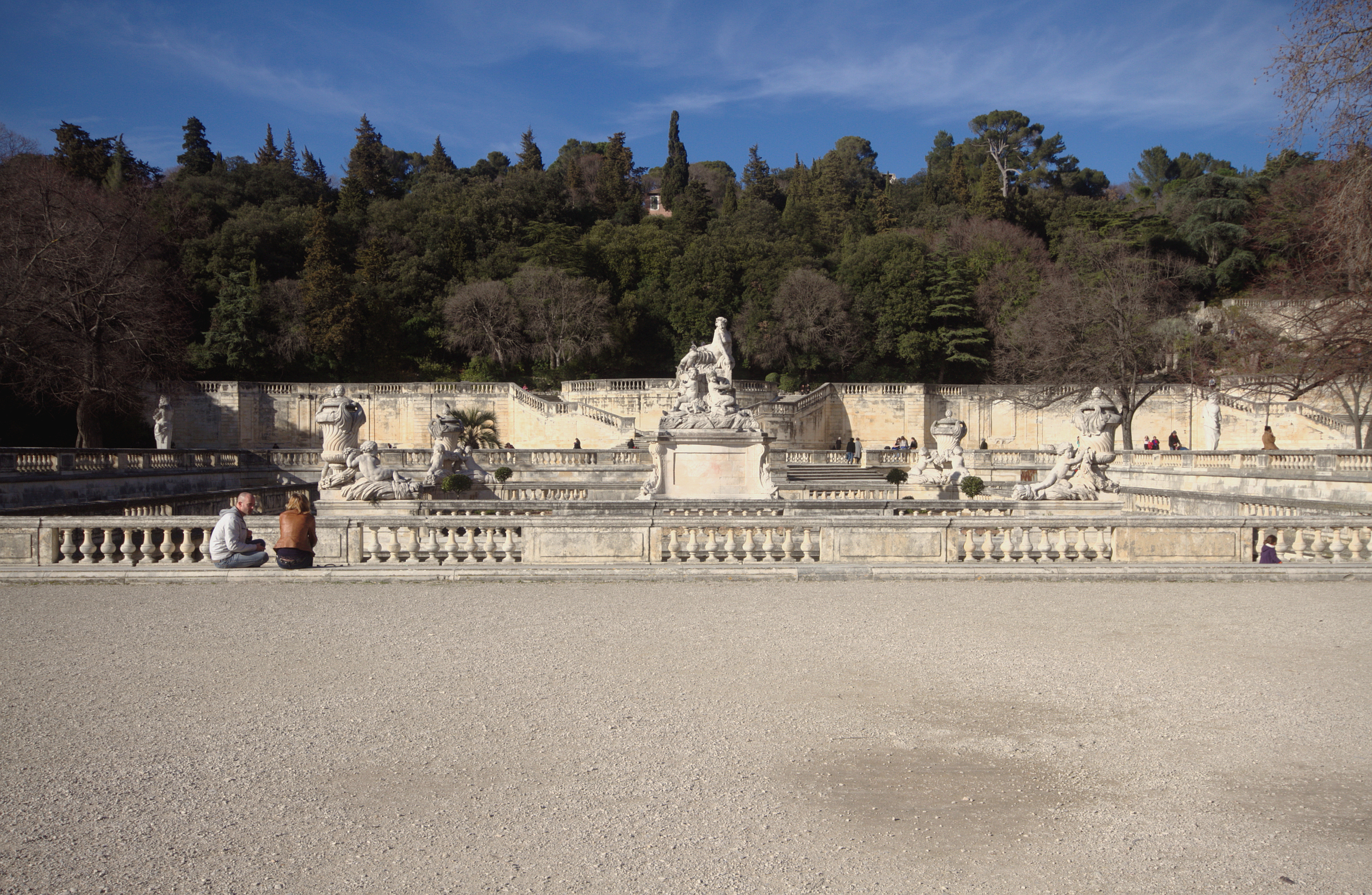
Voorkant tuinen

De hedendaagse tuin is een Franse tuin met in het midden de oude bron van de stad. Een dubbele trap leidt de bezoeker naar het midden van het park. Op de paden is er veel begroeiing, zoals pijnbomen, kastanjes en ceders. De vazen en de beelden komen uit het kasteel van Mosson in Montpellier.